# Escultura expressionista

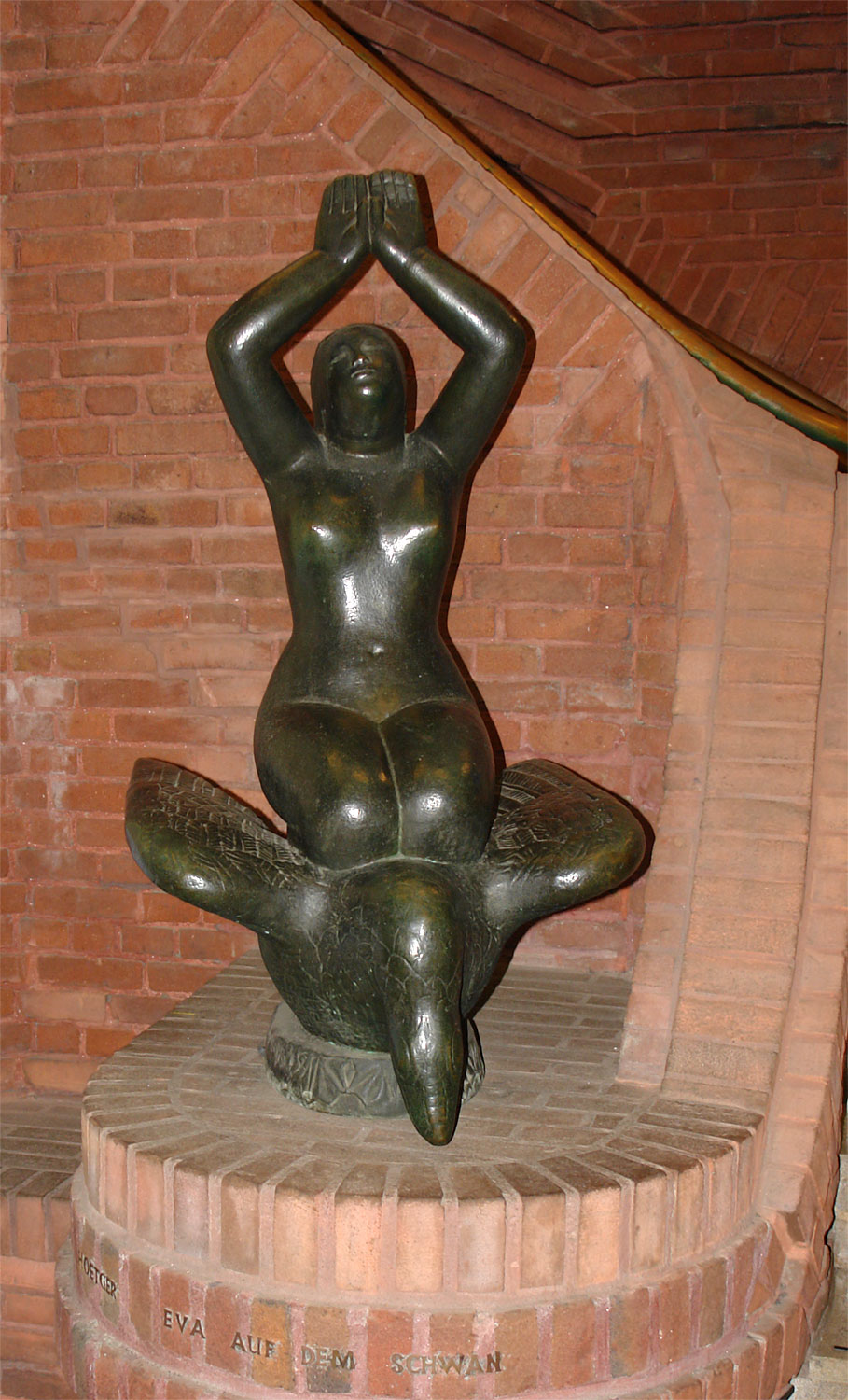
Eva auf dem Schwan (1906, Bronze), de Bernhard Hoetger.

A escultura expressionista   foi parte do expressionismo alemão, e incluiu também algumas manifestações em pintores como Kirchner, que realizou talhas em madeira de um assentado primitivismo.

## Ernst Barlach
O grande escultor alemão desta época foi Ernst Barlach (1870-1930), que também foi gravador, poeta e dramaturgo. O seu estilo maduro definiu-se a partir de uma viagem à Rússia, em 1906, quando traduziu as suas impressões frente da miséria campesina em obras como A mendiga (1907) e, sobretudo, pelo estudo da escultura medieval. O seu material predileto foi a madeira, madeiras duras; até mesmo em muitas das suas obras em bronze manteve o caráter semelhante a uma talha da superfície. As suas peças mais características são figuras isoladas e sempre vestidas. Nisto contrapõe-se ao outro escultor alemão destacado desta época, Wilhelm Lehmbruck.

## Wilhelm Lehmbruck

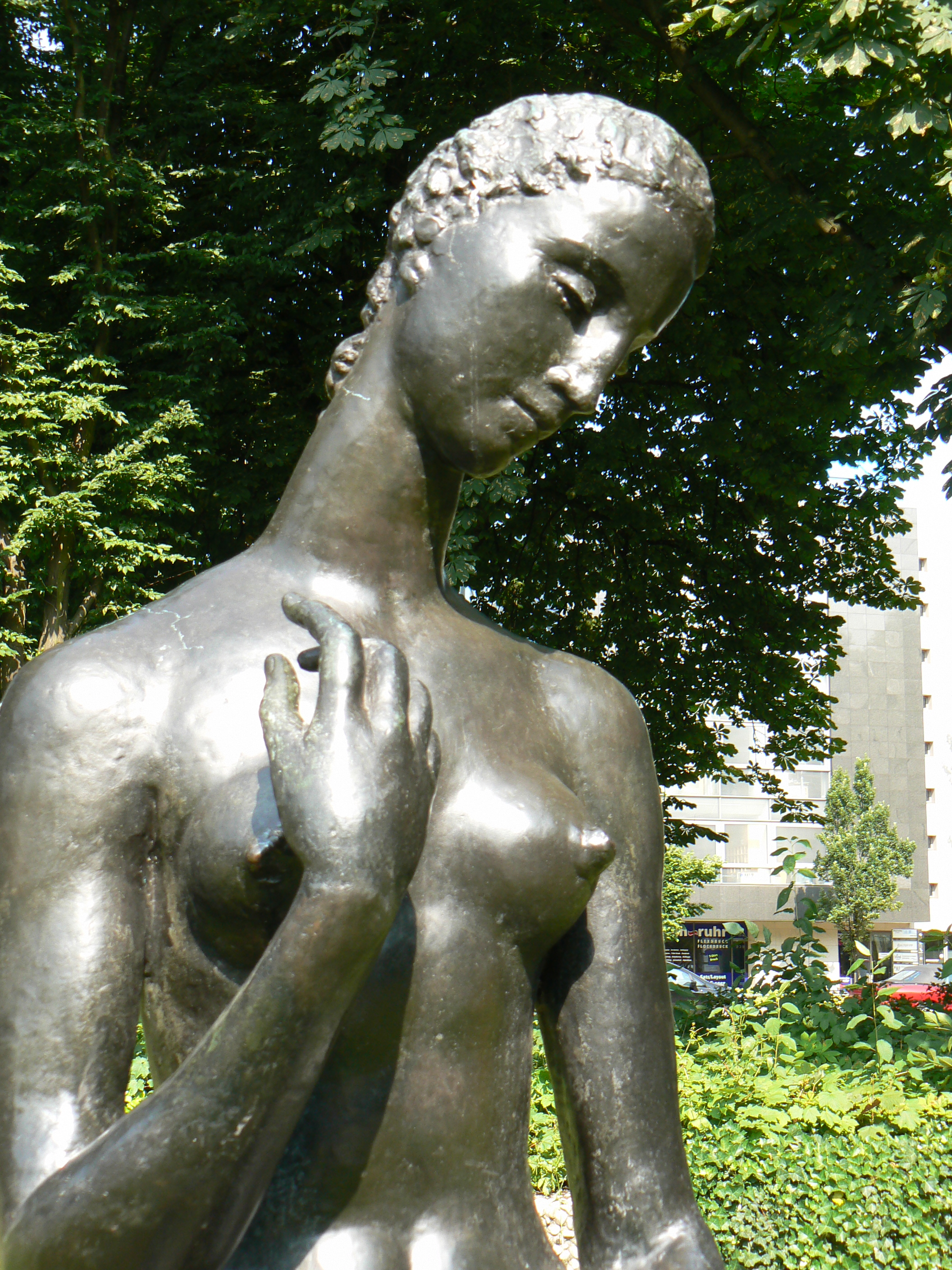
Escultura expressionista de Wilhelm Lehmbruck.

Wilhelm Lehmbruck, autor de nus muito estilizados, com uma mistura de misticismo e certo classicismo que situa à margem do Expressionismo. Em Barlach, as figuras costumam serem símbolos de emoções: resignação, desespero, êxtase, loucura; presentam formas fechadas, rotundas, de linhas simplificadas, mas com rítmicas e dinâmicas pregas.

## Käthe Kollwitz

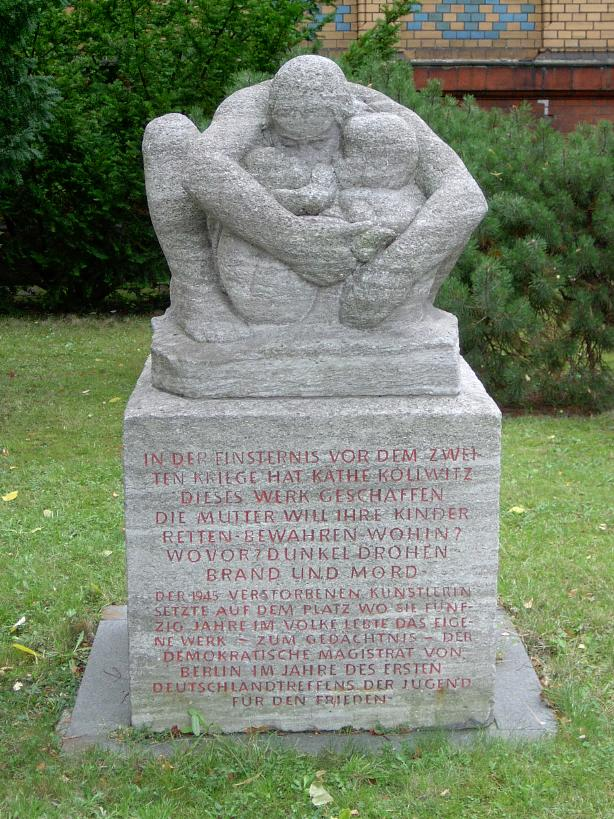
Escultura expressionista de Käthe Kollwitz.

Impressionada pela obra de Barlach, Käthe Kollwitz (1867-1945) dedicou-se também à escultura e, como ele, usou formas fechadas, estáticas, de modelado áspero. As suas obras mais características giram em torno do tema da dor maternal. Kollwitz, porém, é mais conhecida pelas suas gravuras, nas quais desenvolve um expressionismo realista de fundo social e humanitário, carregado de dramatismo. São notáveis as séries A revolta dos tecedores (1897-1898), e as Litografias sobre a guerra (1923) e A morte (1934-1935); em relação a estas últimas, situam-se as suas obras escultóricas mais conhecidas.